# 戰爭命令
《戰爭命令》是一款由戰遊網開發，史克威尔艾尼克斯发行的Microsoft Windows平台即時戰略遊戲，遊戲於2009年9月18日推出，北美則於9月22日發售。本作是史克威尔艾尼克斯首次於日本地區以外發行的西方國家開發遊戲。

## 遊戲玩法
遊戲背景設定在第二次世界大战的1944年，遊戲有兩個戰役模式，模式擁有不同的故事與任務，玩家可以選擇西部與東部兩大戰線。多人模式下，玩家可以扮演不同國家的軍人，佔領所有據點並摧毀敵方單位。

## 開發
史克威尔艾尼克斯於2009年4月18日宣布將於秋季推出以第二次世界大战為背景的即時戰略遊戲，遊戲將由擅長戰略遊戲的戰遊網開發，此外曾開發過的《前线任务 进化》公司双螺旋游戏和《最高指揮官》的開發商Gas Powered Games也一同參與遊戲的開發，遊戲音樂由曾經參與《星際大戰：舊共和國武士》和《上古卷轴III：晨风》的傑里米·索爾製作。
遊戲的多人擴展包《戰爭命令：挑戰（Order of War：Challenge）》於2010年3月10日發售，擁有《戰爭命令》可以免費獲得擴展包。

## 评价
《戰爭命令》的評價褒貶不一，Game Informer對史克威尔艾尼克斯第一次嘗試即時戰略遊戲類型的作品給予8.25的好成績。
GameSpot的編輯丹尼爾·夏農（Daniel Shannon）給予遊戲7分，認為難度容易上手與電影視角鏡頭使玩家很容易投入其中，但對於遊戲只有六張多人遊玩地圖感受失望，認為戰遊網沒有新的突破。IGN的馬克·伯恩鮑姆（Mark Birnbaum）讚賞《戰爭命令》的畫面表現，但也表示德國軍人的美國口音和砲火會往奇怪角度射擊會讓玩家不能沉浸在遊戲裡面。
PC Gamer 英國則給予本作45分，並表示「《戰爭命令》確切證明只有坦克是不夠的」。Game Revolution稱讚遊戲的電影視角和單人模式非常出色，但也批評遊戲單調的演出和數目不多的多人遊玩地圖。
《戰爭命令》於2009年獲得遊戲評論家獎「最佳策略遊戲的提名」。

因為玩家人數漸少，史克威尔艾尼克斯決定在2013年9月1日關閉遊戲的多人連線伺服器，之後，玩家發現Steam從所有遊戲中移除了《戰爭命令：挑戰》，《富比士》稱呼其為第一款完全從Steam上消失的遊戲。